# The Dungeonmaster
Stăpânul temniței (1985, în engleză The Dungeonmaster, cunoscut și ca Ragewar: The Challenges of Excalibrate sau Digital Knights) este un film antologie SF de groază scris și regizat (fiecare segment) de Dave Allen, 	Richard Band, John Carl Buechler, Steven Ford, Peter Manoogian, Ted Nicolaou și Rosemarie Turko. În rolurile principale au interpretat actorii Jeffrey Byron, Richard Moll, Leslie Wing și Phil Fondacaro.
A avut premiera în 1985, fiind distribuit de Empire Pictures. Coloana sonoră a fost compusă de 	Richard Band.
Tema filmului a fost influențată de popularitatea filmului Disney din 1982 Tron și de jocul de rol Dungeons and Dragons.

## Rezumat
Paul Bradford (Jeffrey Byron) este un programator de calculator priceput care locuiește cu prietena sa, Gwen (Leslie Wing) și „X-CaliBR8”, un computer personal cvasi-sensibil pe care Paul l-a programat și cu care interacționează printr-o interfață neuronală. Gwen este geloasă pe relația neobișnuit de strânsă a lui Paul cu X-CaliBR8, căruia Paul i-a dat o voce feminină și se teme că relația lor va fi distrusă de dependența lui Paul de X-CaliBR8 pentru diferitele sale activități de zi cu zi.
Într-o noapte, Paul și Gwen sunt transportați amândoi într-un tărâm al Iadului condus de Mestema (Richard Moll), un vrăjitor antic, demonic, care a petrecut milenii în căutarea unui adversar demn cu care să lupte. După ce și-a învins de mult vrăjmașii cu magie, Mestema a devenit fascinat de tehnologie și dorește să-și măsoare puterile cu cele ale lui Paul, iar câștigătorul o va revendica pe Gwen. Armându-l pe Paul cu o versiune portabilă a X-CaliBR8 (care ia forma unei benzi computerizată pentru încheietura mâinii), Mestema începe să-l transporte pe Paul într-o varietate de scenarii în care trebuie să învingă diverși adversari. Majoritatea provocărilor îl implică pe Paul folosindu-și brățara X-CaliBR8 pentru a împușca oameni, monștri și obiecte cu raze laser.
După ce Paul finalizează diferitele provocări ale lui Mestema, cei doi se angajează într-o bătălie finală, care ia forma unei lupte cu pumnii în care Paul îl ucide pe Mestema aruncându-l într-o groapă cu lavă. După moartea lui Mestema, Paul și Gwen sunt transportați înapoi la casa lor, unde Gwen își exprimă acceptarea față de X-CaliBR8 care îi sugerează că ea și Paul să se căsătorească.

## Distribuție
- Jeffrey Byron -  Paul Bradford, un programator priceput care a inventat X-CaliBR8
- Richard Moll - un vrăjitor antic, demonic
- Leslie Wing - Gwen Rogers, iubita lui Paul
- Phil Fondacaro - Stone Canyon People
- Cleve Hall - Jack the Ripper
- Anthony T. Genova III - Desert Soldier
- Lonnie Hashimoto - Samurai
- Chris Holmes - W.A.S.P. Guitar Player
- Michael Steve Jones  - Desert Soldier
- Peter Kent - Zombie
- Blackie Lawless - W.A.S.P. Guitar Player
- Paul Pape - Police Officer (nemenționat)
- Randy Piper - W.A.S.P. Guitar Player
- Randy Popplewell - Desert Soldier
- Tony Richards - W.A.S.P. Drummer
- Felix Silla - Desert Bandit
- Kenneth J. Hall - Wolfman
- Jack Reed	- Mummy
- John Carl Buechler - Ratspit

## Segmente
- "Stone Canyon Giant" (David Allen)
- "Heavy Metal" (Charles Band)
- "Demons of the Dead" (John Carl Buechler)
- "Slasher" (Steven Ford)
- "Cave Beast" (Peter Manoogian)
- "Desert Pursuit" (Ted Nicolaou)
- ""Ice Gallery" (Rosemarie Turko)

## Producție și primire
Filmările principale au început în 1983, dar filmul nu a fost finalizat decât în 1984. În film apare trupa de heavy metal WASP. Filmul este cunoscut pentru linia de dialog „Îți resping realitatea și o înlocuiesc cu a mea”.
O continuare a filmului a fost filmată și editată în 1988, dar nu a fost finalizată niciodată.
La 29 octombrie 2013, Scream Factory a lansat pentru prima dată filmul pe DVD, împreună cu Contamination 7 (sau The Crawlers), Atingerea diavolului și Cellar Dweller ca parte a celui de-al doilea volum al lor din seria Scream Factory All-Night Horror Marathon.
La 15 decembrie 2015, Shout Factory a lansat filmul The Dungeonmaster pe Blu-ray împreună cu Eliminators.

### Filme asemănătoare
- Brainscan
- Tron
- Johnny Mnemonic
- Omul care tunde iarba
- Arcade